# 782
Năm 782 là một năm trong lịch Julius.